# Graciano (jurista)
Graciano o también llamado Franciscus Gracianus, Jean Gratien, Johannes Gratianus, Gratiani o Gratian; o Giovanni Graziano (la vertiente saxo grat- y la vertiente latina grac-) fue un monje jurista y Maestro de Artes Liberales de Etruria y Bolonia. Sus fechas exactas del nacimiento y de la muerte son desconocidas aunque se sabe que su vida transcurre a lo largo del siglo XI y siglo XII. Se le considera el padre del Derecho Canónico gracias a su obra Concordia discordantium canonum, que obtuvo vigencia hasta 1917.

## Biografía y especulación
Su biografía está sujeta a especulación, ya que la biografía tradicional que nos ha llegado se ha podido demostrar que en su mayoría es falsa, llegando incluso a dudarse de que el grado que ostentaba fuera el de monje (en las crónicas de Richard Howlett sobre Roberto de Torigni se revela que éste afirmaba que Graciano era el obispo de Chiusi) y otros cronistas lo sitúan como consejero del papa Inocencio II (1130-1143) o de Eugenio II (1145-1163), aunque su estado de monje está apoyado por la mayoría de la doctrina. Por el contrario se sabe con total certeza que fue el autor del Concordia discordantium canonum.
Según la Crónica de Martin de Troppau, Graciano nació en Chiusi, una localidad toscana de Italia.
Según otras versiones pudo ser cerca de Orvieto, en la localidad italiana de Ombrie. Graciano se hizo monje en Camaldoli y después se dedicó a la enseñanza del Derecho en el monasterio de San Félix en Bolonia consagrando su vida a estudiar los cánones eclesiásticos, elaborando su Decreto de Graciano. Según parece utilizó la ayuda de sus discípulos en el monasterio de San Félix —especialmente de Paucapalea—, que continuaron su obra, añadiéndole incluso las llamadas Paleae.

Graciano fue un miembro de la incipiente escuela de Derecho de la Universidad de Bolonia durante la Baja Edad Media.

Sus logros en el campo del Derecho canónico lo convirtieron en una eminencia en la época y junto al prestigio de Irnerio en el campo del Derecho Civil convirtieron a Bolonia en el centro del estudio del Derecho por excelencia. Gracias a ambos, tras la proliferación de universidades por toda Europa el Derecho se convierte en una ciencia jurídica independiente de la Retórica y se difunde por todo el continente, siendo el epicentro de dicha revolución la misma Universidad de Bolonia, y Graciano el precursor de la rama del Derecho canónico. Conviene, sin embargo, tener muy en cuenta que el derecho canónico no surge con Graciano, sino su estudio científico: enseña a deducir de los textos antiguos su sentido genuino, a aplicar las normas antiguas a las exigencias contemporáneas, a resolver las controversias y a suplir las lagunas.
La fecha, causa y lugar de su muerte también se desconocen. Probablemente sobreviene antes del III Concilio de Letrán (1179), puesto que según las crónicas ya entonces "se siente la ausencia del Maestro Gratianus". También se desconoce el lugar donde está enterrado, aunque Bolonia reivindica dicho honor y ha edificado un monumento funerario a Graciano en la basílica de San Petronio.

## Su obra
Graciano cotejó una gran cantidad de autoridades, incluyendo interpretaciones de la Biblia, legislación papal y conciliar, leyes seculares, entre muchas otras, en sus esfuerzos de reconciliar y unificar el Derecho canónico sistematizándolo y eliminando posibles contradicciones. Su compilación, la Concordia discordantium canonum o Decreto de Graciano es su obra más importante.

### Decreto de Graciano
Decretum de Gratiani o Concordia discordantium canonum (Concordancia de las Discordancias de los Cánones o Harmonía de los Cánones Discordantes) es una obra perteneciente al Derecho canónico que, como indica su título, trata de conciliar la masa de cánones existentes desde siglos anteriores, muchos de ellos opuestos entre sí. Forma la primera parte de la colección de seis textos legales, conocidos como la recopilación Codex Iuris Canonici.
Representa un paso importante en la consolidación del Derecho de la Iglesia en la Alta y Baja Edad Media. Esta obra de ingentes proporciones participa en la unificación siendo una actividad doctrinal de un canonista, y no una política legislativa pontificia, camino que venía siendo el más utilizado hasta entonces para tal fin.

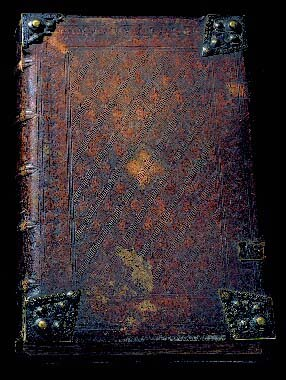
Ejemplar manuscrito original.

#### Estructura
La obra es una colección de unos 3800 textos que recogen y sistematizan Derecho canónico anterior (ver Fuentes). Se encuentra estructurada en tres partes: Distinciones, Causae y De consecratione.

#### Método
Graciano recurre a la técnica dialéctica del sic et non elaborada por Pierre Abélard. Graciano reconoce el valor relativo de las diferencias de la fuentes e introduce la idea de jurisprudencia en el Derecho canónico, además de dotar al Derecho canónico de un valor notablemente práctico y útil para su aplicación. Por todo ello aunque su obra no se consideró oficial, su uso se extendió por toda Europa y a través de la Historia, considerándose hoy día a Graciano como la mayor influencia del Derecho canónico moderno.

## Influencia y repercusión
Graciano nombró su trabajo Concordia Discordantium Canonum (concordia de los cánones discordes). El nombre deja entrever el fin que se buscaba: armonizar los cánones que se habían redactado durante el fin de la Alta y el comienzo de la Baja Edad Media, que conservaban en muchos casos contradicciones entre ellos. Así, en su obra se discuten las diversas interpretaciones y se decide una solución única. Este acercamiento dialéctico permitió que otros profesores de la ley trabajaran con el Decretum y desarrollaran sus propias soluciones y comentarios (lustres o summae). 

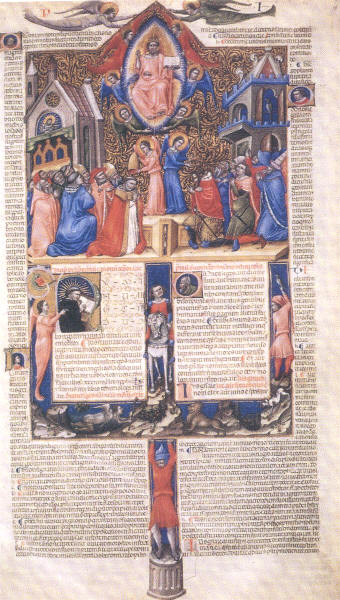
El fin último de su trabajo fue lograr la unificación jurídica que la Iglesia se propuso a partir del final de la Alta Edad Media.

El fin último de su trabajo fue lograr la unificación jurídica que la Iglesia se propuso a partir del final de la Alta Edad Media, con el objetivo de unificar y dejar atrás el particularismo de las Iglesias nacionales, creando un poder único y centralizado dentro del Derecho canónico. Este movimiento denominado reforma gregoriana se solía llevar a cabo mediante política legislativa pontificia, por lo que fue novedad el paso importante de consolidacíón motivado por la actividad doctrinal de un canonista.
Aunque no fue promulgado oficialmente, alcanzó una gran difusión en la práctica por su utilidad en la sistematización y aclaración de la jurisprudencia pontificia y por la autoridad de los textos que contenía, lo que ayudó en la proliferación del Derecho canónico. Su exhaustividad en el análisis la convierte en la obra de Derecho canónico más importante del siglo XII, cobrando vigencia hasta 1917, cuando es promulgado el Código de Derecho canónico durante el movimiento conocido como Codificación, que recorrió toda Europa. Además posee una estructura notablemente didáctica, por lo que es adoptado rápidamente por las escuelas de Derecho de la época, comenzando por la de Bolonia, capital europea en aquel momento del estudio del Derecho. Rápidamente fue glosada y comentada ayudando a la enseñanza del Derecho canónico de la época. Por todo ello Graciano es conocido hoy como una de las figuras más relevantes del Derecho canónico.
Destaca su influencia en Pedro Lombardo (la biografía medieval lo atribuía como hermano de Graciano, incluso como gemelo) y, por tanto, de forma extensiva en Tomás de Aquino.
A partir del Decreto Graciano, el Derecho general de la Iglesia, de acuerdo con los postulados por Gregorio VII, se desarrolló por legislación pontificia. Por ello, aunque el Decretum cumplió un papel importante en la reunificación, pronto se necesitó recopilar las disposiciones (sobre todo decretales) que no se recogían en aquel.

## Historiadores y estudiosos
Los historiadores y estudiosos más reconocidos en torno a Graciano son:
- Anders Winroth: El estudioso más importante en torno a la materia. Autor de la obra The Making of Gratian's Decretum, esencial dentro del campo de estudio. Profesor en el departamento de Historia en la Universidad de Yale.
- Peter Landau: Profesor de Derecho especialista en historia legislativa alemana y bávara en la Universidad de Julius Maximilian de Múnich. Su trabajo sobre las fuentes del Decreto de Graciano ha sido el reciente descubrimiento más importante en la materia.
- Manlio Bellomo: Profesor de Historia del Derecho italiano de la Universidad de Catania, en Sicilia, experto en Derecho común europeo.
- Stephan Kuttner: Creador del Instituto de Derecho Canónico Medieval y estudiando desde hace más de 50 años el trabajo de Graciano y sus comentarios.
- Kenneth Pennington: Profesor de Historia eclesiástica y legislativa en la Universidad Católica de América, en Washington. Especialista en el periodo parejo a Graciano y posteriores.
- Bruce Brasington: Especialista en Ivo de Chartres de cuya obra, Panormia, fue una importante influencia para Graciano.